# Palicourea
Palicourea är ett släkte av måreväxter. Palicourea ingår i familjen måreväxter.

## Dottertaxa tillPalicourea, i alfabetisk ordning[1]
- Palicourea abbreviata
- Palicourea acanthacea
- Palicourea acetosoides
- Palicourea adusta
- Palicourea aeneofusca
- Palicourea affinis
- Palicourea albert-smithii
- Palicourea albiflora
- Palicourea albocaerulea
- Palicourea alpina
- Palicourea amapaensis
- Palicourea amethystina
- Palicourea amplissima
- Palicourea anacardiifolia
- Palicourea anceps
- Palicourea andaluciana
- Palicourea anderssoniana
- Palicourea andrei
- Palicourea angustifolia
- Palicourea anianguana
- Palicourea anisoloba
- Palicourea antioquiana
- Palicourea aphthosa
- Palicourea apicata
- Palicourea aristei
- Palicourea aschersonianoides
- Palicourea asplundii
- Palicourea attenuata
- Palicourea australis
- Palicourea awa
- Palicourea azurea
- Palicourea barraensis
- Palicourea bella
- Palicourea bellula
- Palicourea blanchetiana
- Palicourea bostrychostachya
- Palicourea brachyloba
- Palicourea brasiliensis
- Palicourea brenesii
- Palicourea buchtienii
- Palicourea buntingii
- Palicourea calantha
- Palicourea caloneura
- Palicourea calophlebia
- Palicourea calophlebioides
- Palicourea calophylla
- Palicourea calothyrsus
- Palicourea calycina
- Palicourea canaguensis
- Palicourea canarina
- Palicourea candida
- Palicourea cardenasii
- Palicourea cardonae
- Palicourea caucana
- Palicourea chaquirana
- Palicourea charianthema
- Palicourea chignul
- Palicourea chimboracensis
- Palicourea chiriquina
- Palicourea chrysotricha
- Palicourea clerodendroides
- Palicourea cogolloi
- Palicourea comitis
- Palicourea condorica
- Palicourea conferta
- Palicourea consobrina
- Palicourea copensis
- Palicourea coriacea
- Palicourea corniculata
- Palicourea cornifolia
- Palicourea cornigera
- Palicourea corymbifera
- Palicourea costata
- Palicourea crocea
- Palicourea croceoides
- Palicourea crystallina
- Palicourea ctenocalyx
- Palicourea cuatrecasasii
- Palicourea cutucuana
- Palicourea cyanantha
- Palicourea cymosa
- Palicourea danielis
- Palicourea decipiens
- Palicourea demissa
- Palicourea densa
- Palicourea denslowiae
- Palicourea deviae
- Palicourea dimorphandroides
- Palicourea discolor
- Palicourea domingensis
- Palicourea dorantha
- Palicourea duckei
- Palicourea dunstervilleorum
- Palicourea eburnea
- Palicourea effusa
- Palicourea eriantha
- Palicourea exiguiflora
- Palicourea fastigiata
- Palicourea flavescens
- Palicourea flavifolia
- Palicourea flexiramea
- Palicourea foldatsii
- Palicourea formosa
- Palicourea frontinoensis
- Palicourea fuchsioides
- Palicourea fulgens
- Palicourea gachetaensis
- Palicourea garciae
- Palicourea garcioides
- Palicourea gardenioides
- Palicourea gelsemiiflora
- Palicourea gemmiflora
- Palicourea gentryi
- Palicourea gibbosa
- Palicourea glabrata
- Palicourea glabriflora
- Palicourea glandulifera
- Palicourea gomezii
- Palicourea grandiflora
- Palicourea grandifolia
- Palicourea grandistipula
- Palicourea guianensis
- Palicourea hammelii
- Palicourea harlingii
- Palicourea hedyosmoides
- Palicourea heilbornii
- Palicourea herrerae
- Palicourea herzogii
- Palicourea heterantha
- Palicourea heterochroma
- Palicourea hoehnei
- Palicourea holmgrenii
- Palicourea hospitalis
- Palicourea huberi
- Palicourea hypomalaca
- Palicourea ianthina
- Palicourea insignis
- Palicourea ionantha
- Palicourea iquitoensis
- Palicourea irwinii
- Palicourea jahnii
- Palicourea jaramilloi
- Palicourea jatun-sachensis
- Palicourea jelskii
- Palicourea josephi
- Palicourea juruana
- Palicourea justicioides
- Palicourea kalbreyeri
- Palicourea kanehirae
- Palicourea kerasocarpa
- Palicourea killipii
- Palicourea kirkbrideae
- Palicourea kuhlmannii
- Palicourea lachnantha
- Palicourea laevigata
- Palicourea lancifera
- Palicourea lancigera
- Palicourea lasiantha
- Palicourea lasiorrhachis
- Palicourea lasseri
- Palicourea latifolia
- Palicourea laxa
- Palicourea lechleri
- Palicourea lehmannii
- Palicourea lemoniana
- Palicourea leucantha
- Palicourea leuconeura
- Palicourea libana
- Palicourea lineariflora
- Palicourea lineata
- Palicourea lobbii
- Palicourea longiflora
- Palicourea longifolia
- Palicourea longistipula
- Palicourea longistipulata
- Palicourea lopeziana
- Palicourea loxensis
- Palicourea lugoana
- Palicourea luteonivea
- Palicourea lutulenta
- Palicourea lyristipula
- Palicourea macarthurorum
- Palicourea macbridei
- Palicourea macrantha
- Palicourea macrobotrys
- Palicourea macrocalyx
- Palicourea malacophylla
- Palicourea mansoana
- Palicourea mapiriensis
- Palicourea marcgravii
- Palicourea mello-barretoi
- Palicourea meridensis
- Palicourea microcarpa
- Palicourea mitis
- Palicourea moensis
- Palicourea montensis
- Palicourea montivaga
- Palicourea moralesii
- Palicourea myriantha
- Palicourea myrtifolia
- Palicourea nana
- Palicourea nayana
- Palicourea nigricans
- Palicourea nitidella
- Palicourea nitis
- Palicourea nubigena
- Palicourea obesiflora
- Palicourea obovata
- Palicourea obtusata
- Palicourea ochnoides
- Palicourea officinalis
- Palicourea orosiana
- Palicourea orquidea
- Palicourea orthoneura
- Palicourea otongensis
- Palicourea ottohuberi
- Palicourea ovalis
- Palicourea ovata
- Palicourea pachycalyx
- Palicourea padifolia
- Palicourea palustris
- Palicourea papyracea
- Palicourea paraensis
- Palicourea pauciflora
- Palicourea pearcei
- Palicourea pedunculosa
- Palicourea pendula
- Palicourea pennellii
- Palicourea pensilis
- Palicourea perquadrangularis
- Palicourea petiolaris
- Palicourea pittieri
- Palicourea plowmanii
- Palicourea polyodonta
- Palicourea ponasae
- Palicourea populifolia
- Palicourea premontana
- Palicourea prodiga
- Palicourea psittacorum
- Palicourea puberulenta
- Palicourea pulchra
- Palicourea punicea
- Palicourea punoensis
- Palicourea purdiei
- Palicourea purpurea
- Palicourea pustulata
- Palicourea pyramidalis
- Palicourea quadrifolia
- Palicourea quadrilateralis
- Palicourea quinata
- Palicourea quinquepyrena
- Palicourea radians
- Palicourea raimondii
- Palicourea remyana
- Palicourea rigida
- Palicourea rigidifolia
- Palicourea roseiflora
- Palicourea roseofaucis
- Palicourea rudgeoides
- Palicourea salicifolia
- Palicourea saligna
- Palicourea sandiensis
- Palicourea sclerophylla
- Palicourea seemannii
- Palicourea semirasa
- Palicourea skotakii
- Palicourea smithiana
- Palicourea sodiroi
- Palicourea sopkinii
- Palicourea spathacea
- Palicourea speciosa
- Palicourea standleyana
- Palicourea stellata
- Palicourea stenosepala
- Palicourea steyermarkii
- Palicourea stipularis
- Palicourea subaeneofusca
- Palicourea subalata
- Palicourea subalatoides
- Palicourea subscandens
- Palicourea subspicata
- Palicourea subtomentosa
- Palicourea sulphurea
- Palicourea tamaensis
- Palicourea tectoneura
- Palicourea tenuis
- Palicourea tepuicola
- Palicourea tetraphylla
- Palicourea thermydri
- Palicourea thyrsiflora
- Palicourea tilaranensis
- Palicourea tinifolia
- Palicourea toroi
- Palicourea triphylla
- Palicourea tubuliflora
- Palicourea tumidonodosa
- Palicourea tunjaensis
- Palicourea ulloana
- Palicourea urbaniana
- Palicourea vacillans
- Palicourea vagans
- Palicourea vaginata
- Palicourea weberbaueri
- Palicourea verrucifera
- Palicourea vestita
- Palicourea veterinariorum
- Palicourea wilesii
- Palicourea virens
- Palicourea vogelii
- Palicourea vulcanalis
- Palicourea wurdackiana
- Palicourea xanthina
- Palicourea zarucchii